# Lydda australis
Lydda australis är en insektsart som först beskrevs av William Lucas Distant 1907.  Lydda australis ingår i släktet Lydda och familjen Derbidae. Inga underarter finns listade i Catalogue of Life.